# Liste der deutschen Botschafter in Kuba
Die Liste der deutschen Botschafter in Kuba enthält die jeweils ranghöchsten Vertreter des Deutschen Reichs, der DDR und der Bundesrepublik Deutschland in Kuba. Der Sitz der deutschen Botschaft in Kuba ist in Havanna, Postanschrift Calle 13, No. 652, esq. B, Vedado, La Habana, Cuba.

## Deutsches Reich
| Name | Amtszeit  | Anmerkungen                                                    | Bild |
| --- | --------- | -------------------------------------------------------------- | ---- |
| Ernst von Heintze-Weißenrode                                                                                        | 1903–1905 | Ministerresident. Zuvor gab es in Havanna bereits ein Konsulat |      |
| Joseph von Humbracht                                                                                                | 1905–1908 |                                                                |      |
| Heinrich von Eckardt                                                                                                | 1908–1910 |                                                                |      |
| Adolf Pauli | 1911–1914 |                                                                |      |
| Friedrich Adolf Karl von Verdy du Vernois                                                                           | 1914–1917 |                                                                |      |
| zwischen 11. April 1917 und 19. Oktober 1920 Unterbrechung der diplomat. Beziehungen, Schutzmachtvertretung Spanien |           |                                                                |      |
| Franz Zitelmann | 1920–1932 |                                                                |      |
| Wilhelm Erythropel                                                                                                  | 1932–1936 |                                                                |      |
| Hans Hermann Völckers                                                                                               | 1937–1939 |                                                                |      |
| Stephan Tauchnitz                                                                                                   | 1939–1941 |                                                                |      |

## Deutsche Demokratische Republik
| Name                                           | Bild | Amtszeit  | Anmerkungen                      |
| Kuba                                           | Kuba | Kuba      | Kuba                             |
| ---------------------------------------------- | ---- | --------- | -------------------------------- |
| Walter Klein (1917–1987)                       |      | 1960–1961 | Leiter der Handelsvertretung     |
| Karl Lösch                                     |      | 1961–1963 | Legationsrat, Leiter der Mission |
| Diplomatische Beziehungen seit 12. Januar 1963 |      |           |                                  |
| Fritz Johne (1911–1989)                        |      | 1963–1967 | Botschafter                      |
| Joachim Naumann (1929–2019)                    |      | 1967–1973 | Botschafter                      |
| Helmut Bauermeister (1927–1989)                |      | 1973–1975 | Botschafter                      |
| Heinz Langer (1935–2022)                       |      | 1975–1979 | Botschafter                      |
| Harry Spindler (1931–1992)                     |      | 1979–1983 | Botschafter                      |
| Heinz Langer (1935–2022)                       |      | 1983–1986 | Botschafter                      |
| Karlheinz Möbus (1938–2014)                    |      | 1986–1990 | Botschafter                      |

## Bundesrepublik Deutschland
| Name | Amtszeit  | Anmerkungen                          | Bild |
| --- | --------- | ------------------------------------ | ---- |
| Theodor Süss | 1953–1955 |                                      |      |
| Henry Paul Jordan | 1955–1959 |                                      |      |
| Karl Graf von Spreti | 1959–1962 |                                      |      |
| Paulus von Stolzmann | 1962–1963 | ernannt, nicht akkreditiert          |      |
| zwischen 14. Januar 1963 und 18. Januar 1975 Unterbrechung der diplomat. Beziehungen, Schutzmachtvertretung Frankreich, Eröffnung der Botschaft im Juli 1975 |           |                                      |      |
| Wolfram Hucke | 1975–1979 |                                      |      |
| Armin Freitag | 1979–1983 |                                      |      |
| Joachim Kampmann | 1983–1986 |                                      |      |
| Roland Zimmermann | 1987–1989 |                                      |      |
| Georg Trefftz | 1990–1997 | Nach der deutschen Wiedervereinigung |      |
| Reinhold Huber | 1998–?    |                                      |      |
| Bernd Wulffen | 2001–2005 |                                      |      |
| Ulrich Lunscken | 2005–2007 |                                      |      |
| Claude Robert Ellner | 2007–2010 |                                      |      |
| Wolf Daerr | 2010–2013 |                                      |      |
| Peter Rudolf Scholz | 2013–2015 |                                      |      |
| Thomas Karl Neisinger | 2015–2019 |                                      |      |
| Heidrun Tempel | 2019–2023 |                                      |      |
| Frank Rückert | 2023      |                                      |      |